# Le Mesnil-Eury
Le Mesnil-Eury – miejscowość i gmina we Francji, w regionie Normandia, w departamencie Manche.
Według danych na rok 1990 gminę zamieszkiwało 167 osób, a gęstość zaludnienia wynosiła 48 osób/km² (wśród 1815 gmin Dolnej Normandii Le Mesnil-Eury plasuje się na 719. miejscu pod względem liczby ludności, natomiast pod względem powierzchni na miejscu 1011.).